# Edwin Long
Edwin Longsden Long (12 de julio de 1829-15 de mayo de 1891) fue un pintor inglés, especializado en el retrato, la pintura basada en la Biblia y orientalista. Viajero incansable, en 1857 visitó España siguiendo al también pintor John Phillip.
En 1874, después de sus visitas a Egipto y Siria, comenzó a pintar escenas orientales. Murió de neumonía en 1891.

## Obra
- The Suppliants (1864)
- De camino, Granada (1866)
- A Spanish Flower Seller (1867)
- The Gamekeeper (1869)
- A Street Scene in Spain (1871)
- The Approval (1873)

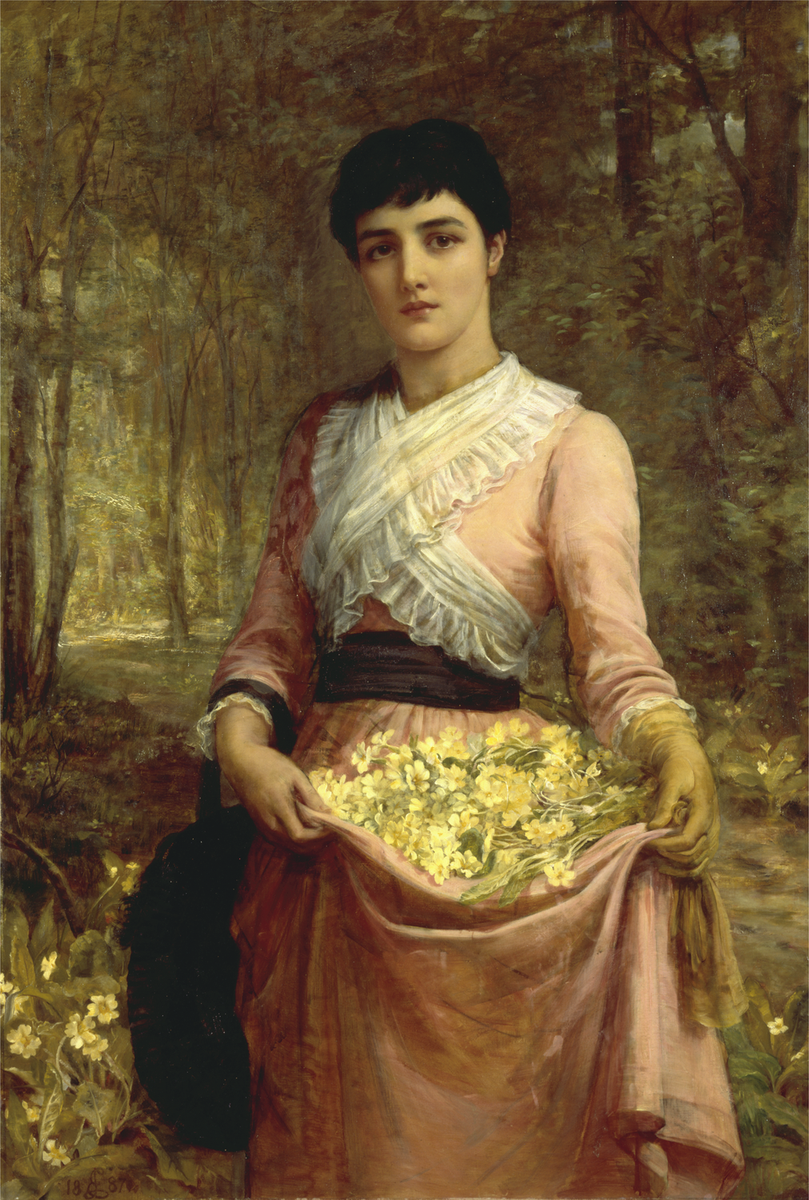
The Daughters of Our Empire. England The Primrose, 1887.

- The Moorish proselytes of Archbishop Ximines (1873)
- El mercado matrimonial de Babilonia, (The Babylonian Marriage Market) (1875)
- An Egyptian Feast (1877)
- The Gods and their Makers (1878)
- Queen Esther (1878)
- Vashti Refuses the King's Summons (1879)
- The Eastern Favourite (1880)
- To Her Listening Ear Responsive Chords of Music Came Familiar (1881)
- Anno Domini (1883)
- Glauke: Pensive (1883)
- The Chosen Five (1885)
- Eastern Lily (1885)
- Jepthah's Vow: the Martyr (1885)
- Love's Labour Lost (1885)
- Moisés salvado de las aguas, (The Finding of Moses) (1886)
- Alethe Attendant of the Sacred Ibis in the Temple of Isis (1888)
- Sacred to Pasht (1888)
- Preparing For The Festival Of Anubis (1889)
- Thisbe (1884)